# Operation „Kleiner Bruder“
Operation „Kleiner Bruder“ (Originaltitel: O.K. Connery) ist ein italienischer Agentenfilm aus dem Jahr 1967 mit Neil Connery, dem jüngeren Bruder von Sean Connery, in der Hauptrolle. Der Film erschien in den Vereinigten Staaten als Operation Kid Brother.

## Handlung
Ein Verbrechersyndikat möchte die Goldvorräte der gesamten Erde an sich bringen. Da der beste Geheimagent Großbritanniens gerade unabkömmlich ist, beauftragt die britische Regierung dessen jüngeren Bruder Neil Connery mit dem Kampf gegen die Verbrecher. Der hat zwar zunächst gar keine Lust auf die Verbrecherjagd, begibt sich letztendlich aber doch auf die Fährte der Verbrecher und ihres Anführers Beta.

## Kritik
„Aufwendige Agentenfilm-Unterhaltung nach bekanntem Muster.“

Die italienische Kritik war nicht begeistert und attestierte formelhafte Handlung, banale Dialoge und unvorteilhafte Fotografie; die Musik sei ein Plagiat der Originalfilme, so P. Perona in Cività dell’Immagine No. 4, August 1967.
Auch der Evangelische Film-Beobachter hält nicht viel von dem Streifen: „Gelegentlich kalauernde Anspielungen auf die James-Bond-Vorgänger machen deutlich, in welchem Fahrwasser der Film sein Ziel erreichen will. Spannung wurde durch wirre Handlung ersetzt.“

## Produktion
Als Sean Connerys Bruder Neil, von Beruf Stuckateur, Anfang der 1960er eine Tasche mit seinem Arbeitswerkzeug gestohlen wurde, wandte er sich an die Presse und gab unter anderem ein Radiointerview. Durch dieses Interview wurde der Produzent Dario Sabatello auf ihn aufmerksam und lud ihn zu Probeaufnahmen nach Rom ein, woraufhin er ihm die Hauptrolle in Operation Kleiner Bruder anbot. Neil Connery sollte dafür 5.000 Pfund erhalten, was im Jahr 2012 ca. 80.000 Euro entspricht.
Zusätzlich zu Neil Connery in der Hauptrolle engagierte Sabatello fünf Schauspieler, die bereits aus James-Bond-Filmen bekannt waren. Bernard Lee und Lois Maxwell spielen ähnliche Rollen wie in der James-Bond-Reihe, wo sie M und Miss Moneypenny verkörperten. Auch Adolfo Celi und Anthony Dawson waren als Schurken aus Feuerball bzw. Dr. No bekannt. Letzterer spielte außerdem Blofeld in Liebesgrüße aus Moskau und Feuerball, wo jedoch jeweils nur seine Hände zu sehen waren. Dazu kam noch Daniela Bianchi, das Bondgirl aus Liebesgrüße aus Moskau.
Das Filmlied interpretiert Al Christian.
Der Film spielte das investierte Geld wieder ein; in Italien allein rund 200 Millionen Lire.
In den Vereinigten Staaten wurde der Film vom Verleih United Artists veröffentlicht, der auch für die James-Bond-Filme verantwortlich war.